# 山路永司
山路 永司（やまじ えいじ、1954年4月6日 - ）は、日本の農学者・工学者。農学博士（東京大学）。東京大学農学部農学研究院名誉教授。国際協力学専攻（開発と環境・水田工学・農村計画）担当分野は農業環境学。研究対象は農地に立地する農村空間と稲作低コスト化に不可欠な大区画水田整備論。

## 経歴
1954年4月6日、愛媛県西条市出身。神拝（かんばい）保育園・西条市立神拝小学校・西条市立西条北中学校・1973年、愛媛県立西条高等学校を卒業。1978年、東京大学農学部農業工学科を卒業。1980年、東京大学大学院農学系研究科修士課程を修了。1981年、東京大学農学部助手。1986年、農学博士。1989年、東京大学農学部助教授。1999年、東京大学大学院新領域創成科学研究科教授。2007年4月1日、J-SRI研究会を設立。2020年、東京大学大学院新領域創成科学研究科国際協力学専攻・客員共同研究員。特定非営利活動法人環境修復保全機構研究センター研究員 。

## 役職
- J-SRI研究会・代表[3]。
- 山崎農業研究所・代表[4]。
- 環境修復保全機構・理事[5]。
- 帆船日本丸を愛する男声合唱団・団長[6][7]。

## 所属学会
- 棚田学会（理事 2006年～、副会長2014年～、会長～2021年）[8]。
- 農業農村工学会（旧農業土木学会）（評議員1997年～1999年、理事2006年～2007年、副会長～2020年）。
- 農村計画学会（理事・監事：1996年～2011年、会長2012年～2013年、顧問）。
- 日本写真測量学会[9]。
- 日本リモートセンシング学会（評議員1995年～2003年、理事2004年～2005年、編集委員1995年～2005年、編集委員長2004年～2005年、副会長2012年～2013年）[10]。
- GISA地理情報システム学会[11]。
- 日本景観学会（理事1999年～)。
- 景観デザイン研究会（田園景観の魅力保全部会部会長2002年～2004年）[12]。

## 著書

### 共著
- 『新スマート農業―進化する農業情報利用』 農業情報学会 ISBN 978-4897324074（2019年5月1日）
- 塩沢昌・吉田修一郎（編）『農地環境工学第2版』 文永堂出版 ISBN 978-4830041327（2016年5月30日）
- 千賀裕太郎編（著）『農村計画学』 朝倉書店 ISBN 978-4254440270（2012年5月1日）
- J-SRI研究会(編)『稲作革命SRI－飢饉・貧困・水不足から世界を救う－』 日本経済新聞出版社 ISBN 978-4532317287（2011年9月27日）
- 堀田昌英（編）『国際協力学の創る世界 (シリーズ〈環境の世界〉) 』 朝倉書店 ISBN 978-4254185331（2011年3月18日）
- 安富六郎・多田 敦（編）『農地工学 (日本語) 』 文永堂出版 ISBN 978-4830040917（2008年11月1日）
- 塩沢昌編『農地環境工学』 文永堂出版 ISBN 978-4830041143（2008年10月1日）
- 『改訂 農村計画学 』 農業土木学会 ISBN 978-4889801088（2003年5月1日）
- 『農地工学・第2版』 文永堂出版（1999年）
- 『Paddy Fields in the World』 （農業土木学会、1995）
- 田淵俊雄『地域環境工学概論』 文永堂出版 ISBN 978-4830040771（1994年10月1日）
- 『農村計画学』 農業土木学会（1992年）

## 論文
- 山路永司「カリフォルニア州大区画水田の区画整形の得失」『農業土木学会誌』第59巻第8号、農業農村工学会、1991年、897-901,a1、doi:10.11408/jjsidre1965.59.8_897、ISSN 0369-5123、NAID 130004289311、2020年10月8日閲覧。
- 清水庸, 佐藤洋平, 山路永司「統計的手法を用いた土地利用構造の把握 : 日本全域を事例地域として」『農村計画学会誌』第18号、農村計画学会、1999年、331-336頁、doi:10.2750/arp.18.18-suppl_331、ISSN 0912-9731、NAID 130004048216、2020年10月8日閲覧。